# 시드케옹 툴쿠 남걀
시드케옹 툴쿠 남걀(Sidkeong Tulku Namgyal, 1879년 ~ 1914년 12월 5일)은 시킴 왕국의 제10대 군주(재위: 1914년 2월 11일 ~ 1914년 12월 5일)이다. 투토브 남걀의 아버지이자 타시 남걀의 형이다.
| 전임 투토브 남걀 | 제10대 시킴 왕국의 군주 1914년 2월 11일 ~ 1914년 12월 5일 | 후임 타시 남걀 |